# Rejon chmielnicki (obwód winnicki, 1923–2020)
Rejon chmielnicki – była jednostka administracyjna w składzie obwodu winnickiego Ukrainy.
Powstał w 1918. Miał powierzchnię 1250 km² i liczył około 44 tysięcy mieszkańców. Siedzibą władz rejonu był Chmielnik.
W skład rejonu wchodziły: jedna miejska rada i 30 silskich rad, obejmujących 78 wsi i dwie osady.

## Miejscowości rejonu
- Berezna (Березна)
- Biłyj Rukaw (Білий Рукав)
- Budków (Будків)
- Chmielnik (Хмільник)
- Czepiele (Чепелі)
- Czerniatyńce (Чернятинці)
- Czerwona Wołodymyriwka (Червона Володимирівка)
- Czerwonyj Step (Червоний Степ)
- Czosnówka (Чеснівка)
- Czudynowce (Чудинівці)
- Dąbrówka (Дібрівка)
- Derżaniwka (Держанівка)
- Dumeńki (Думенки)
- Filiopol (Філіопіль)
- Futory Krzywoszeinieckie (Хутори-Кривошиїнецькі)
- Hołodki (Голодьки)
- Huli (Гулі)
- Hnatiwka (Гнатівка)
- Kaczaniwka[1] (Качанівка)
- Klitenka (Клітенка)
- Kletyszcze (Порик)
- Kołybabynci (Колибабинці)
- Kropywna[2] (Кропивна)
- Krupyn (Крупин)
- Krutniw (Крутнів)
- Krywoszyji (Кривошиї)
- Kryżaniwka (Крижанівка)
- Kumaniwci (Куманівці)
- Kuryliwka (Курилівка)
- Kustiwci (Кустівці)
- Kustowećke (Кустовецьке)
- Kuszeliwka (Кушелівка)
- Lelitka (Лелітка)
- Lulińce (Люлинці)
- Łypjatyn (Лип'ятин)
- Łozowa (Лозова)
- Łozna (Лозна)
- Małyj Mytnyk (Малий Митник)
- Małyj Ostrożok (Малий Острожок)
- Marjaniwka (Мар'янівка)
- Markuszi (Маркуші)
- Lisohirka (Лісогірка)
- Moroziwka (Морозівка)
- Mytynci (Митинці)
- Nowa Sułkiwka (Нова Сулківка)
- Olhyne (Ольгине)
- Osyczna (Осична)
- Pahurci (Пагурці)
- Pedosy (Педоси)
- Petrykiwci (Петриківці)
- Podorożnia[3] (Подорожня)
- Prołetar (Пролетар)
- Pustowoity (Пустовійти)
- Rohynci (Рогинці)
- Rybczynci (Рибчинці)
- Salnycia (Сальниця)
- Semky (Семки)
- Serbinówka (Сербанівка)
- Siomaky (Сьомаки)
- Skarżynci (Скаржинці)
- Słoboda-Kustowećka (Слобода-Кустовецька)
- Sokołowa (Соколова)
- Stara Huta (Стара Гута)
- Stupnuk (Ступник)
- Sułkiwka[4] (Сулківка)
- Szeroka Grobla (Широка Гребля)
- Smiła (Сміла)
- Tarasky (Тараски)
- Tereszpil (Терешпіль)
- Tomaszpil (Томашпіль)
- Torczyn (Торчин)
- Wuhły (Вугли)
- Ukrajińske (Українське)
- Ułaniw (Уланів)
- Werbiwka (Вербівка)
- Wełykyj Mytnyk (Великий Митник)
- Wełykyj Ostrożok (Великий Острожок)
- Wyszeńka (Вишенька)
- Wijtiwci (Війтівці)
- Woroniwci (Воронівці)
- Sofiijiwka (Софіївка)
- Zozułynci (Зозулинці)